# Уерта-де-ла-Обіспалія
Уерта-де-ла-Обіспалія (ісп. Huerta de la Obispalía) — муніципалітет в Іспанії, у складі автономної спільноти Кастилія-Ла-Манча, у провінції Куенка. Населення — 127 осіб (2010).
Муніципалітет розташований на відстані близько 110 км на південний схід від Мадрида, 31 км на захід від Куенки.

## Демографія
Динаміка населення (INE ):